# Martiniano Leguizamón (militar)
Martiniano Leguizamón (Santa Fe, 1814 - Concepción del Uruguay, julio de 1881) fue un militar argentino, que participó en las guerras civiles de su país a órdenes de Justo José de Urquiza.

## Biografía
Su educación fue muy rudimentaria. A los veinte años se enroló en las milicias provinciales santafesinas, al mando de su gobernador, brigadier Estanislao López, y prestó servicios en la frontera con los indígenas de la región chaqueña.
Combatió contra la invasión de Juan Lavalle en 1840, y fue ayudante del gobernador Juan Pablo López.
A fines de 1841 pasó a la provincia de Entre Ríos, donde se establecería por el resto de su vida: luchó a órdenes del gobernador Justo José de Urquiza contra la invasión del general Paz. Participó en la batalla de Arroyo Grande e hizo las campaña del Uruguay y de Corrientes, luchando en las batallas de India Muerta, Laguna Limpia y Vences.
En 1851, tras el pronunciamiento de Urquiza participó en la campaña al Uruguay y en la que culminó en la batalla de Caseros. En esa campaña se hizo amigo de Domingo Faustino Sarmiento. Más tarde se unió al sitio de Buenos Aires, durante el cual fue herido de gravedad.
Permaneció en guarnición en distintos lugares de Entre Ríos, y apoyó al gobierno uruguayo contra la invasión de César Díaz. Combatió en las batallas de Cepeda y Pavón como teniente coronel de caballería.
Tras la derrota de la Confederación, su amigo Sarmiento le ayudó a reinsertarse en el ejército nacional, y sirvió algunos años en la frontera.
Combatió en las dos primeras campañas contra Ricardo López Jordán, en 1870 y en 1873. Ese último año fue comandante militar de Concordia, y al año siguiente de Gualeguaychú. En 1875 fue ascendido al grado de coronel y jefe de intendencia de la provincia. Intentó participar en la Conquista del Desierto de 1879, pero el general Roca desestimó su ofrecimiento.
Falleció en Concepción del Uruguay en julio de 1881. Entre sus hijos se destacaron Onésimo Leguizamón, miembro de la Suprema Corte de Justicia de la Nación Argentina, el poeta Martiniano Leguizamón y el médico Honorio Leguizamón.